# John Sumner
John Sumner (Blackpool, 14 de outubro de 1951) é um ator britânico, nascido na Inglaterra. Sumner iniciou sua carreira em 1992 com o filme The Rainbow Warrior. Também atuou em filmes como Every Woman's Dream, King Kong, The Tommyknockers, The Frighteners, The Chosen, Whale Rider, Maiden Voyage, Perfect Creature, Atomic Twister e On the Other Side of Heaven.